# 尼科羅什蒂鄉
尼科羅什蒂鄉（Comuna Nicorești）是羅馬尼亞的鄉份，位於該國東部，由加拉茨縣負責管轄，面積87平方公里，海拔高度136米。

## 人口相关
2007年人口4,141，人口密度每平方公里48人。